# Estany de Baix de Baciver
L'Estany de Baix de Baciver (en catalan), ou Estanh de Baish de Bacivèr (en aranais), est un lac des Pyrénées situé sur la commune de Alt Àneu, comarque de Pallars Sobirà dans la province de Lérida en Catalogne (Espagne).

## Description
L'Estany de Baix de Baciver est un lac naturel rehaussé par un barrage. Il est situé dans le Circ de Baciver à une altitude de 2 150 m et a une superficie de 5,5 hectares.
L'eau du lac se déverse dans la rivière Malo (en aranais : arriu Malo).

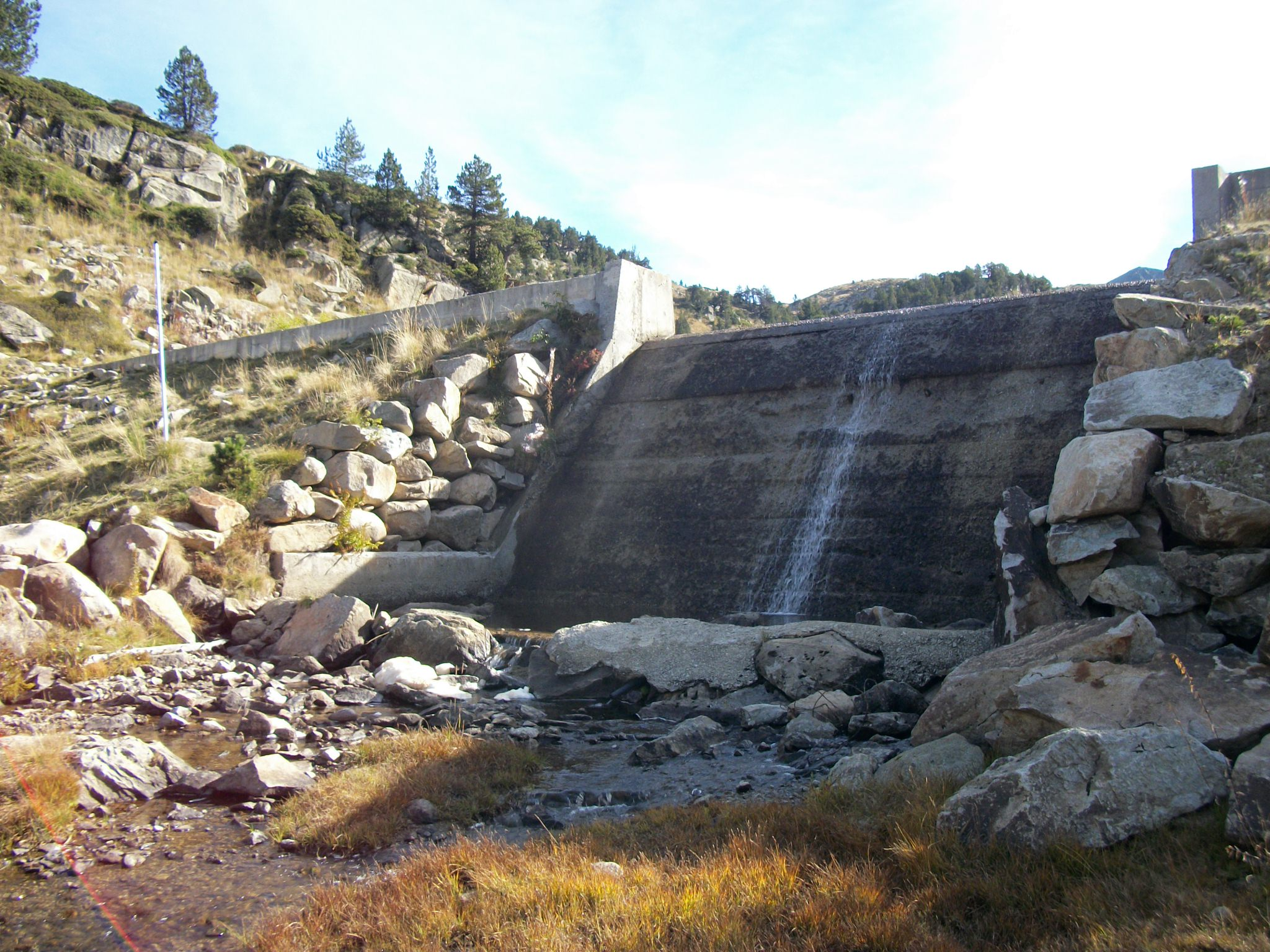
Le barrage de l'Estany de Baix de Bacivèr
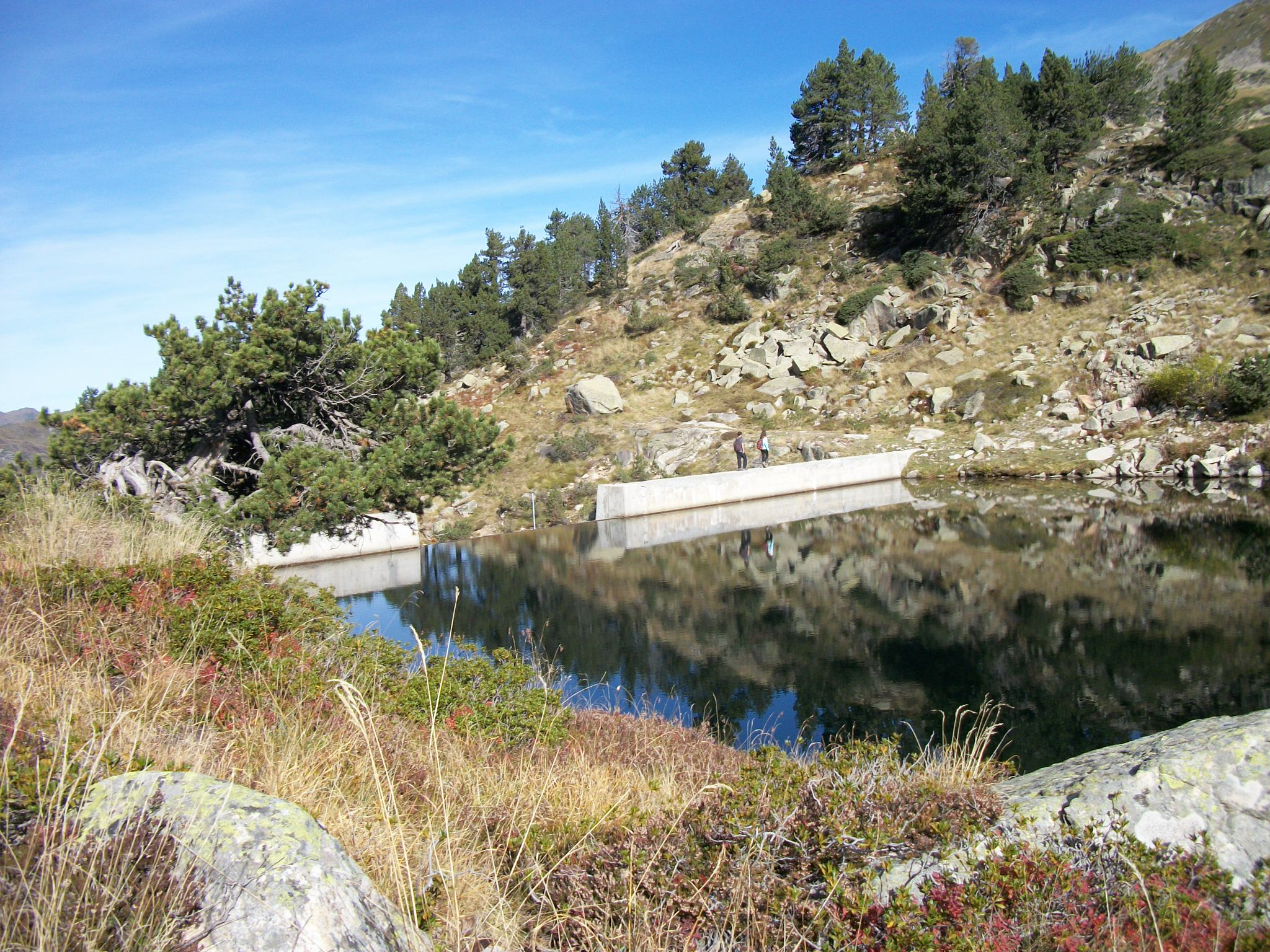
Le barrage de l'Estany de Baix de Bacivèr vue en amont
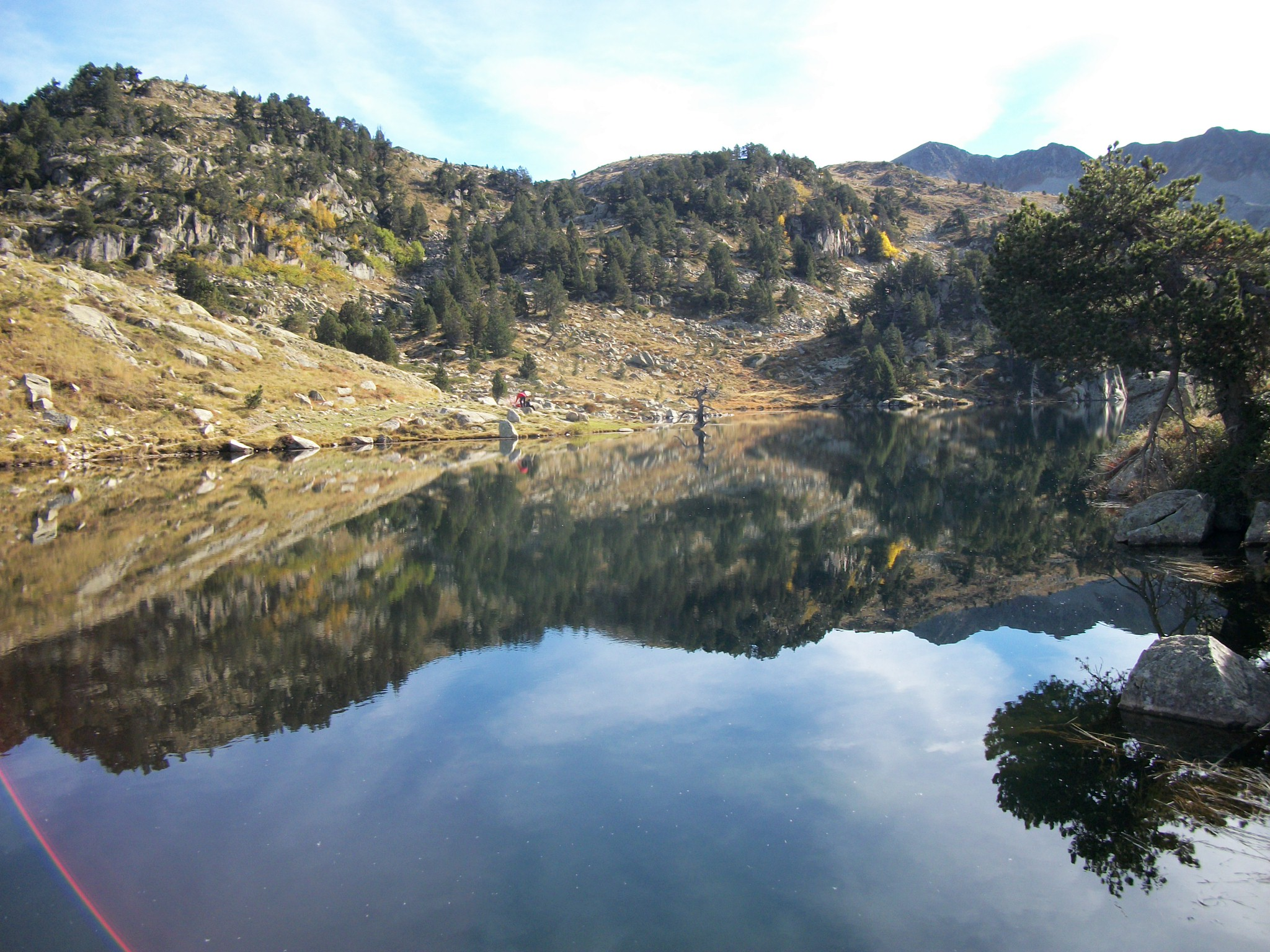
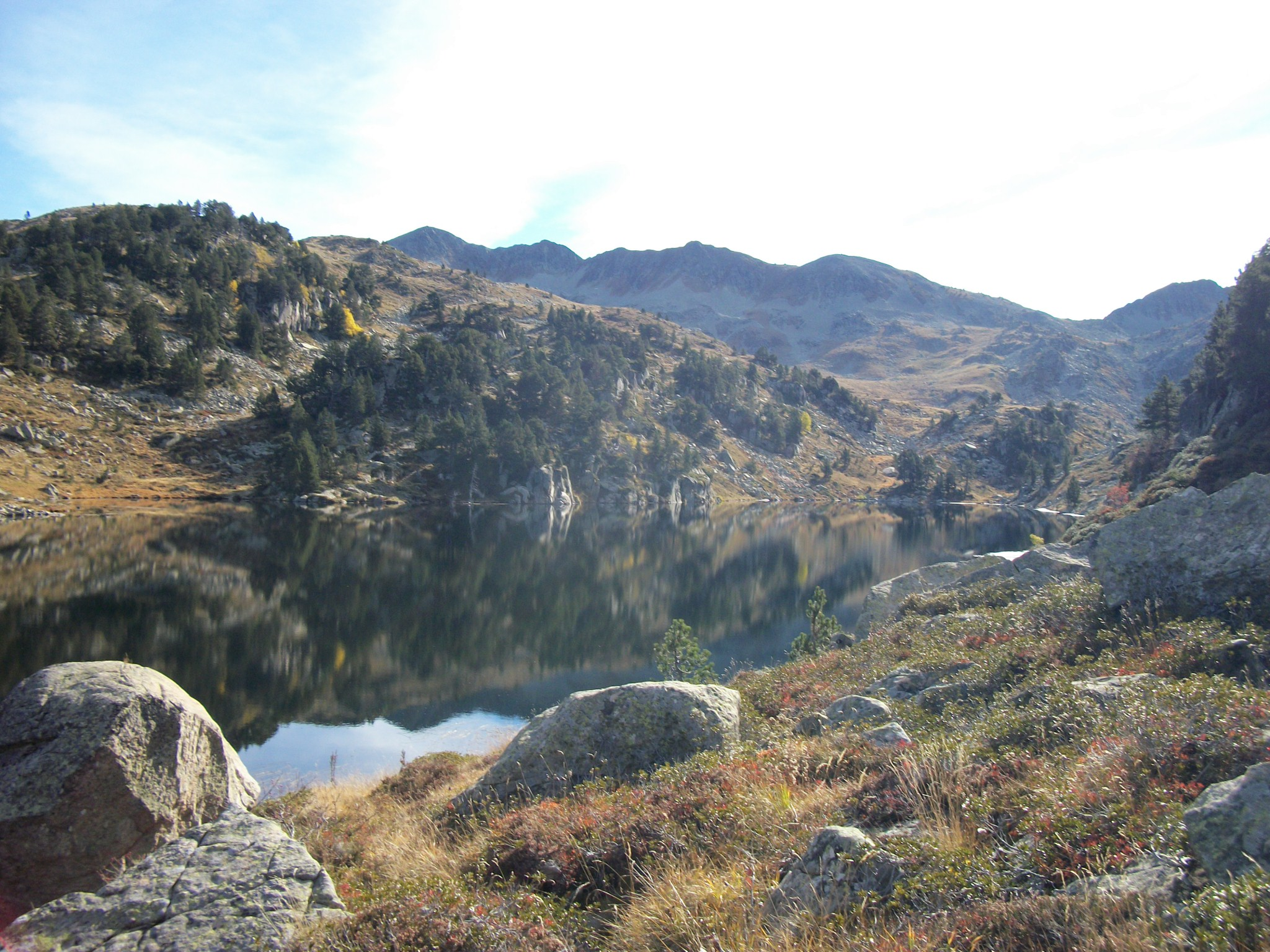

## Protection environnementale
L'Estany de Baix de Baciver se situe dans la zone Natura 2000 de Alt Pallars, sur une superficie de 77 183,20 hectares, elle comprend:
- La zone spéciale de conservation (en référence à la Directive habitats) depuis 2013.
- La zone de protection spéciale (en référence à la Directive oiseaux) depuis 2001.